# Aeroportul Sumter
Aeroportul Sumter (IATA: SUM, ICAO: KSMS, FAA LID: SMS) este un aeroport din Carolina de Sud, Statele Unite ale Americii ce deservește zona Sumter. A fost numit după zona deservită.
Situat la o altitudine de 55 m, aeroportul dispune de 2 piste.

## Infrastructură

### Piste
Aeroportul dispune de 2 piste. Pista 5/23 are suprafața de asfalt și dimensiunile 5.501 picioare × 100 picioare. Pista 14/32 are suprafața de Iarbă și dimensiunile 3.081 picioare × 120 picioare. 